# Schoenomyzina biseta
Schoenomyzina biseta är en tvåvingeart som först beskrevs av Stein 1911.  Schoenomyzina biseta ingår i släktet Schoenomyzina och familjen husflugor.
Artens utbredningsområde är Peru. Inga underarter finns listade i Catalogue of Life.